# Citenjo
Citenjo is een bestuurslaag in het regentschap Kuningan van de provincie West-Java, Indonesië. Citenjo telt 2999 inwoners (volkstelling 2010).